# Burial
Burial je umělecké jméno Williama Emmanuela Bevana, britského producenta elektronické hudby.

## Diskografie

### Alba
- Burial (Hyperdub, 2006)
- Untrue (Hyperdub, 2007)
- Street Halo / Kindred (Beat Records, 2012)

### EP
- South London Boroughs (Hyperdub, 2005)
- Distant Lights (Hyperdub, 2006)
- Ghost Hardware (Hyperdub, 2007)
- Street Halo (Hyperdub, 2011)
- Kindred (Hyperdub, 2012)
- Truant / Rough Sleeper (Hyperdub, 2012)
- Rival Dealer (Hyperdub, 2013)